# 1882 a tudományban
Az 1882. év a tudományban és a technikában.

## Kémia
- Luigi Palmieri olasz geofizikus a Vezúv lávájában spektrográffal kimutatja a Nap színképében korábban már felfedezett héliumot. Ez a Földön előforduló hélium első felfedezése.

## Geológia
- Megjelenik Budapesten Tóth Mike Magyarország ásványai című könyve. A történelmi Magyarország egyetlen teljes ásványtopográfiája[1]

## Biológia
- március 24. – Robert Koch német orvos fölfedezi a tuberkulózis bacilusát

## Születések
- január 1. – Adorján János magyar gépészmérnök, a hazai repülés jelentős úttörője († 1964)
- március 23. – Emmy Noether német fizikus-matematikus († 1935)
- szeptember 30. – Hans Geiger német fizikus, aki kifejlesztette a róla is elnevezett sugárzásdetektort († 1945)
- október 5. – Robert Goddard amerikai fizikus, feltaláló; ő építette a világ első olyan rakétáját, ami folyékony hajtóanyagot használt († 1945)
- december 11. – Max Born német fizikus, 1954-ben nyerte el a fizikai Nobel-díjat Walther Bothe társaságában, a szubatomi részecskék viselkedésének statisztikai leírásáért († 1970)
- december 28. – Arthur Eddington brit asztrofizikus, „az első asztrofizikus” († 1944)

## Halálozások
- január 11. – Theodor Schwann német orvos, fiziológus (* 1810)
- április 19. – Charles Darwin angol természettudós, az evolúcióelmélet kidolgozója (* 1809)
- szeptember 23. – Friedrich Wöhler német kémikus (* 1800)